# بيثنتي ميدينا
فيسنتي ميدينا (بالإسبانية: Vicente Medina) هو كاتب وشاعر إسباني، ولد في 27 أكتوبر 1866 في أرتشينا في إسبانيا، وتوفي في 17 أغسطس 1937 في روساريو في الأرجنتين.

## وصلات خارجية
- بيثنتي ميدينا على موقع أرشيف الشارخ.